# Cerkiew Zmartwychwstania Pańskiego w Hakodate
Cerkiew Zmartwychwstania Pańskiego – prawosławna cerkiew w Hakodate, w eparchii Sendai i wschodniej Japonii.

## Historia
W 1859 w Hakodate przy konsulacie rosyjskim powstała domowa cerkiew, której otwarcie zapoczątkowało działalność rosyjskiej misji prawosławnej w Japonii. W mieście tym swoją działalność rozpoczynał hieromnich Mikołaj (Kasatkin), który następnie rozwinął działalność misyjną w całej Japonii. Pierwsza świątynia w Hakodate istniała do 1907, gdy spłonęła w pożarze. Nowa, sześciokopułowa świątynia powstała w 1916. W tej samej dekadzie powstał istniejący w niej ikonostas, wykonany w Petersburgu. Ikony dla cerkwi napisała Irina-Rin Jamasita.
W 2012 świątynię odwiedził patriarcha moskiewski i całej Rusi Cyryl.

## Inne
Cerkiew położona jest w dzielnicy Motomaki. Od 1983 posiada status zabytku.